# Sigebert I
Sigebert I (of Sigibert), koning van Austrasië (rond 535 - rond 575), was koning van Austrasia vanaf de dood van zijn vader in 561 tot zijn eigen dood in 575. Hij was de derde overlevende zoon van de vier zonen van Chlotarius I en de Thuringse prinses Ingund. Zijn heerschappij werd voornamelijk beheerst door een (succesvolle) burgeroorlog tegen zijn halfbroer, Chilperik I.
Sigebert I werd rond 535 geboren. Toen Chlotarius I in 561 stierf, werd zijn koninkrijk, in overeenstemming met Frankische gewoonten, onder zijn vier zonen verdeeld: Sigebert werd koning van het noordoostelijk deel, gekend als Austrasië, met als hoofdstad Reims. Austrasië was het gebied in het noordoostelijk deel van Gallië, de Elzas, de Ardennen, de Maas- en de Rijnvallei tot Thuringen en Beieren. Na de dood van zijn broer, Charibert, in 567, verkreeg hij ook diens grondgebied; Chariberts koninkrijk was gecentreerd op Parijs; Guntram ontving het Koninkrijk Bourgondië met als hoofdstad Orléans, en de jongste zoon, de al eerder genoemde Chilperik, ontving een compact koninkrijk rondom Soissons, wat na de dood van zijn broer Charibert samen Neustrië opleverde. Invallen door de Avaren, een geduchte nomadische stam, die verwant was aan de Hunnen, noopten Sigebert de hoofdstad van Reims naar Metz te verplaatsen. Hij sloeg de aanvallen van de Avaren tweemaal af, in 562 en rond 568. Tijdens deze strijd wist Chilperik I hem enkele gebieden te ontfutselen.
Sigebert huwde met Brunhilde, de jongste dochter van de Visigotische koning Athanagild. Ze was een mooie, verstandige vrouw met een sterk karakter. Haar moeder, Goiswintha, was de tweede vrouw van haar vader. Toen deze Goiswintha weduwe was geworden, trouwde zij met haar stiefzoon Leovigild, die zijn broer Athanagild was opgevolgd. Brunhilde huwde na de dood van haar gemaal met de zoon van Chilperik I van Neustrië. Chilperik wist het paar echter te scheiden. Ook de Austrasische autocratie was tegen dit huwelijk.
Sigebert I had vooral last van het agressieve gedrag van zijn halfbroer Chilperik I, omdat hij na het overlijden van zijn broer Charibert I een groot deel van diens gebied had overgenomen. Hij rekruteerde krijgshaftige soldaten van over de Rijn om tegen zijn broer Chilperik I op te trekken. Guntram, de weifelaar, liep over van het ene kamp naar het andere om zo veel mogelijk broedertwist te voorkomen. Chilperik I gaf zich over. Sigeberts soldaten sloegen aan het plunderen en staken enkele dorpen rond Parijs in brand. Een jaar later sneuvelde Chilperiks zoon Theodebert, en, omdat hij zag dat Guntram zich afzijdig hield, trok Chilperik I zich in Doornik terug.
Terwijl Sigebert I in Vitry was en een leger naar Doornik wilde zenden, stuurde Chilperiks vrouw, Fredegonde, twee huurmoordenaars die Sigebert I met giftige messen om het leven brachten. Hij liet drie kinderen na, Ingundis, Clodosinde en Childebert II.
Ingundis trouwde met Hermangild, zoon van de Spaanse koning Leovigild, die met Goiswintha was hertrouwd. Goiswintha, moeder van Brunhilde, was dus stiefmoeder van Ingundis' man Hermangild, en tevens haar grootmoeder.

## Voorouders
| Voorouders van Sigebert I | Voorouders van Sigebert I                | Voorouders van Sigebert I                | Voorouders van Sigebert I                            | Voorouders van Sigebert I                            | Voorouders van Sigebert I              | Voorouders van Sigebert I              | Voorouders van Sigebert I              | Voorouders van Sigebert I              |
| ------------------------- | ---------------------------------------- | ---------------------------------------- | ---------------------------------------------------- | ---------------------------------------------------- | -------------------------------------- | -------------------------------------- | -------------------------------------- | -------------------------------------- |
| Overgrootouders           | Childerik I (436-481) ∞ Basina (438–477) | Childerik I (436-481) ∞ Basina (438–477) | Chilperik II van Bourgondië (440-493) ∞ Caratene (-) | Chilperik II van Bourgondië (440-493) ∞ Caratene (-) | ? (–) ∞ ? (-)                          | ? (–) ∞ ? (-)                          | ?(–) ∞ ? (-)                           | ?(–) ∞ ? (-)                           |
| Grootouders               | Clovis I (466-511) ∞ Clothilde (480-545) | Clovis I (466-511) ∞ Clothilde (480-545) | Clovis I (466-511) ∞ Clothilde (480-545)             | Clovis I (466-511) ∞ Clothilde (480-545)             | Baderic van Thüringen (-) ∞ ? (-)      | Baderic van Thüringen (-) ∞ ? (-)      | Baderic van Thüringen (-) ∞ ? (-)      | Baderic van Thüringen (-) ∞ ? (-)      |
| Ouders                    | Chlotarius I (497-561) ∞ Ingund (499-)   | Chlotarius I (497-561) ∞ Ingund (499-)   | Chlotarius I (497-561) ∞ Ingund (499-)               | Chlotarius I (497-561) ∞ Ingund (499-)               | Chlotarius I (497-561) ∞ Ingund (499-) | Chlotarius I (497-561) ∞ Ingund (499-) | Chlotarius I (497-561) ∞ Ingund (499-) | Chlotarius I (497-561) ∞ Ingund (499-) |
| Sigebert I (535-575)      |                                          |                                          |                                                      |                                                      |                                        |                                        |                                        |                                        |